# Ézio Ferreira
Ézio Ferreira de Souza (Benjamin Constant, 1 de maio de 1940 — Manaus, 18 de junho de 2016) foi um empresário e político brasileiro, outrora deputado federal pelo Amazonas.

## Dados biográficos
Filho de Manoel Oliveira de Souza e Rosina Ferreira de Souza. Era empresário da construção civil e filiou-se em 1983 ao Partido Democrático Social (PDS) e, com a Nova República foi eleito deputado federal pelo Partido da Frente Liberal (PFL) em 1986, com direito a participar da Assembleia Nacional Constituinte e subscrever a Constituição de 1988. 
Presidente do diretório estadual do PFL, foi reeleito em 1990 e votou contra o impeachment de Fernando Collor na histórica sessão da Câmara dos Deputados em 29 de setembro de 1992.
Implicado como partícipe da Máfia do Orçamento foi inocentado após as investigações, entretanto a repercussão do caso impediu sua reeleição em 1994. Ainda pelo PFL, foi suplente de deputado federal em 2002.
Morreu aos 76 anos. Ele tinha diabetes e duas semanas antes havia sofrido um infarto.